# Morley (Ontario)
Morley ist ein ländliches Gebiet, genauer ein Township, im äußersten Westen der kanadischen Provinz Ontario. Es liegt im Rainy River District und hatte 2021 495 Einwohner. Bedeutendster Ort ist das 1901 entstandene Stratton mit rund 125 Einwohnern, das einen hohen Anteil an Mennoniten aufweist.

## Geschichte
Das Sault Indian Reserve, ein Indianerreservat, war an der Stelle eines früheren Dorfes der lokalen Ojibwa entstanden. Es war ein weithin bekannter Versammlungsplatz der umwohnenden Stämme. Dort befindet sich auch eine Begräbnisstätte in Form eines Hügels, ein sogenannter burial mound. Viele der Bewohner fielen Epidemien zum Opfer, die überlebenden wurden in das Manitou Reserve umgesiedelt.
Morley Township entstand 1879 und wurde nach John Morley benannt. Die ersten Siedler kamen aus dem Süden Ontarios. Es waren vor allem Engländer, Iren und Schotten. Sie kamen meist mit dem Zug nach Rat Portage (Kenora), dann mit Booten über den Lake of the Woods zum Rainy River, der hier die Grenze zu den USA bildet. Mit Schiffen wie der Edna Bridges, der Agwinda und der Keenora kamen Möbel und Vieh, Lebensmittel und Post. Wenn sie nach Long Sault und Manitou kamen, zogen die dortigen Indianer gegen einige Säcke Mehl die Schiffe mit Seilen weiter. Die früheren Siedler wiederum verkauften Holz an die Schiffe, die ihre Motoren damit antrieben.
Die ersten Grundstücke wurden in Form sogenannter Lots von immer gleicher Fläche zunächst entlang des Flusses ausgegeben. Die kleine Anhäufung von Läden, die Edmund Boucher und Tom Ward führten, dazu McTagues Blechschmiede, hieß bald Boucherville. 1883 baute ein Cameron Blockhütte und Scheune westlich des heutigen städtischen Parks, hier wurde eine Poststation eröffnet. An dem Fluss, der zu dieser Zeit noch Beaver Mills genannt wurde, folgten erste Siedler wie James und R.J.F Marsh, Hennessey, Campbell, Michael Oster und Robert Muldoon.
James und Mac Robertson, Dormer und George Watts zogen in die Gegend nördlich von Boucherville. Flavius Orlando Gamsbys Heimstätte entstand; sie wurde später die Farm von  Clarence und Albert Gamsby. Archie Robertson zog eine Meile weiter nach Norden, 1891 zogen die Weir weiter nordwärts und gründeten einen eigenen Weiler (hamlet) namens Weirton. Dort entstand eine Methodistenkirche mit Schule, die 1904 nach Stratton verlegt wurde, während die Schule noch bis 1922 betrieben wurde. Ein kleines Gasthaus, ein sogenanntes halfway house, versorgte Reisende mit Nahrungsmitteln, Schutz und Informationen.
1884 zerstörte ein Großbrand den gesamten Wald zwischen dem Rainy River und Off Lake. Gamsby Hütte brannte dabei nieder und seine Frau und seine drei Kinder kamen ums Leben. Auf dem Gebiet des verbrannten Waldes entstand die Township Pattullo, die nach dem Minister für Öffentliche Arbeiten, George Pattullo benannt wurde. Hier siedelten sich weitere Familien an. So brachte im März 1899 Alec Anderson seine Familie über Land von Wabigoon hierher und errichtete eine Sägemühle; doch zog er später gleichfalls nach Stratton. Ed Lockhard eröffnete eine Schmiede, zog aber ebenfalls dorthin.
1901 kam die Canadian Northern Railway in die Region und der Weiler Stratton entstand. Er wurde nach  J.R. Stratton, dem Provinzsekretär benannt. Die Hauptstraße hieß Strathcona.
1903 entstand die Municipality of Morley, die Morley und Pattullo, die beiden Townships, vereinigte. Boucher wurde der erste Bürgermeister oder Reeve, wie sie in Nord-Ontario heißen, Fred Watts Schatzmeister. Guy Gamsby war bis 1958 Angestellter, sein Sohn Fred folgte ihm hierin bis 1976, dessen Sohn Gary Gamsby ist der heutige Reeve.
Boucher verlegte seinen Laden hierher, Ward sein Hotel, McTague sein Geschäft. Jack und Dave Lougheed übernahmen den Laden und erweiterten ihn. Nat Lougheed spezialisierte sich auf den Scheunenbau. Fred Upton Sr. baute Schulen und Wohnhäuser. Eine Schlachterei betrieben T.B. Wilson und Fred Watts in einem Laden, den Lorne Langstaff 1914 baute, und der noch heute steht. Er wurde über Jahrzehnte von Otto und George Meyers geführt.
Das älteste Gebäude des Ortes entstand 1901 durch den Canadian Order of Foresters. Es ist heute Teil des Hauses von Ralph Wardman. Oliver Mineilly errichtete das Stratton Hotel, doch fiel es Ende des Jahrhunderts einem Brand zum Opfer. Nach einem Mord im Ward Hotel stimmte die Stadt 1911 für ein Alkoholverbot.
Die katholische Kirche entstand 1902. Pater J.C. St. Amant war der erste Priester.
Die erste Kirche im Reservat entstand durch den anglikanischen Missionar Johnson, auf den auch The Peoples Church von 1904 zurückgeht, in der Nachbarschaft des Friedhofs. Sein Nachfolger namens Cousins baute eine zweite Kirche. Eine presbyterianische Kirche entstand 1907, doch brannte sie 1915 nieder. Mit der Vereinigung zur United Church of Canada 1926 wurde die Kirche gemeinsam genutzt, jedoch 1981 durch eine neue ersetzt.
Die ersten Einraumschulen entstanden bei Camerons und Campbells. Die Campbellville School wurde nach Dilke versetzt, die Fred Upton für 776 Dollar erbaute. Eine andere Schule bei der Anderson-Farm hieß einfach No. 7. Auch im früheren Reservat bestand eine Schule. Zunächst war es schwierig Lehrer zu bekommen, doch 1921 errichtete die Gemeinde Stratton eine Schule mit drei Räumen, die Morley Consolidated, später Morley Central genannt wurde. Die ersten Lehrerinnen waren Myrtle Young und Marie Gerber, die Schüler kamen mit dem Bus. Auch im Pattullo Township befanden sich Schulen, doch wurden sie sämtlich geschlossen. 1973 schloss auch die Schule in Stratton, und die Schüler fuhren in eine größere Schule am Sturgeon Creek.
Gegen 1920 wurde Highway 11 nach Fort Frances fertiggestellt, dennoch brauchte man einen ganzen Tag mit den ersten Autos dorthin.
Die erste Telefonleitung in Stratton wurde von Joe Oster von seinem zum Haus seines Bruders Isaac und weiter zu dem von Clarence Gamsby verlegt. Die Strecke wurde bis nach Birchdale ausgebaut, die Nutzer zahlten 1,90 Dollar pro Monat, die Vermittlung geschah von Hand. Bald übernahm die Municipality den Dienst, schließlich kaufte ihn Bell Canada auf.
Die Bevölkerungszahl blieb gering, viele Grundstücke wurden nicht verkauft. Ab den 30er Jahren kamen Europäer als neue Siedler, vor allem Niederländer in die Region. In den 60er Jahren übernahmen Mennoniten aus Mexiko und Manitoba zahlreiche Farmen.
Während des Ersten Weltkriegs unterstützte die örtliche Frauengruppe, die 1905 gegründet worden war, die kanadische Armee durch Geldsammlungen und durch Socken, die ihre Mitglieder strickten. 1929 konnten sie eine Versammlungshalle errichten, die zwar nicht mehr im Besitz der Vereinigung ist, aber immer noch von der Gemeinde genutzt wird. Von den 41 Männern des Ortes, die sich im Ersten Weltkrieg meldeten, kamen 12 ums Leben, im Zweiten Weltkrieg meldeten sich 68, darunter zwei Frauen.
1949 kam erstmals elektrische Energie in den Ort.
2004 wurden die nichtinkorporierten Townships von Sifton und Dewart der Corporation of the Township of Morley angeschlossen. Sie hatte 2006 492 Einwohner, 15 Jahre später waren es 495. 2022 wurde Telford Advent zum Reeve gewählt.

## Bevölkerung
Die Bevölkerung stieg von 1991 bis 2001 von 495 auf 526 an, ist seither aber rückläufig. So verlor Morley zwischen 2001 und 2006 34 Einwohner, womit ihre Zahl auf 492 sank, um seither zu stagnieren.

## Wirtschaft
1997 erstellte der Ort einen Entwicklungsplan für das ländliche Gebiet, der seinen ursprünglichen Charakter bewahren soll.